# 5983 Praxiteles
5983 Praxiteles este o planetă minoră (asteroid), cu un diametru de 5,686 km, din centura de asteroizi. A fost descoperită pe 29 septembrie 1973 la Observatorul Palomar de Cornelis Johannes van Houten și a fost numită după Praxiteles. 
Obiectul prezintă o orbită caracterizată de o semiaxă mare de 2,8028597 UAi, o excentricitate de 0,13, o înclinație de 9,06417 ° în raport cu ecliptica.